# Аз съм вратата
„Аз съм вратата“ (на английски: I Am the Doorway) е разказ от Стивън Кинг, публикуван за първи път през 1971 г. в мартенското издание на списание Cavalier. През 1978 г. разказът е включен в сборника „Нощна смяна“

## Сюжет
Историята е за бивш астронавт, станал инвалид, след като е бил изложен на извънземен мутаген по време на мисията си до Венера. Вследствие от мутагена по ръцете му се появяват мънички очи. По-късно той разбира, че те са „врата“, през която извънземен разум вижда нашия свят. Човекът е изплашен и мрази очите.
Скоро извънземните не само виждат чрез човека, но и го използват за извършването на ужасяващи убийства. В отчаян опит да се отърве от извънземното присъствие, той потапя ръцете си в керосин и ги изгаря.
Минават седем години и човекът се е приспособил към новия си живот на инвалид, но очите се появяват отново – този път на гърдите му и той разкрива своя план да се самоубие, за да ги унищожи завинаги.